# جيريمي دوكو
جيريمي دوكو (بالهولندية: Jérémy Doku) هو لاعب كرة قدم بلجيكي من أصل غاني ولد في يوم 27 مايو 2002 في مدينة أنتويرب في بلجيكا، يلعب حالياً مع نادي مانشستر سيتي في الدوري الإنجليزي الممتاز، وسبق له اللعب مع منتخب بلجيكا تحت 17 سنة لكرة القدم في بطولة أمم أوروبا تحت 17 سنة 2018.

## مسيرته الكروية

### رين

#### 2020–21: الموسم الأول
في 5 أكتوبر 2020، وقع دوكو مع رين لمدة خمس سنوات مقابل 26 مليون يورو بالإضافة إلى المكافآت، ليصبح أغلى توقيع في تاريخ النادي.

### مانشستر سيتي
في 24 أغسطس، أكد مانشستر سيتي توقيع دوكو، ووافق على عقد لمدة خمس سنوات مع اللاعب. وحصل على القميص رقم 11 للموسم المقبل.

## روابط خارجية
- جيريمي دوكو على موقع الاتحاد الدولي (مؤرشف)  (الإنجليزية)
- جيريمي دوكو على موقع الاتحاد الأوربي (الإنجليزية)
- جيريمي دوكو على موقع الاتحاد البلجيكي (الإنجليزية)
- جيريمي دوكو على موقع إي إس بي إن إف سي (الإنجليزية)
- جيريمي دوكو على موقع قاعدة بيانات كرة القدم.إي يو (الإنجليزية)
- جيريمي دوكو على موقع ليكيب (الفرنسية)
- جيريمي دوكو على موقع ناشيونال فوتبول تيمز (الإنجليزية)
- جيريمي دوكو على موقع Soccerbase.com (لاعب) (الإنجليزية)
- جيريمي دوكو على موقع Soccerway.com (الإنجليزية)
- جيريمي دوكو على موقع عالم كرة القدم.نت (الإنجليزية)